# الله داد
الله‌ داد هي قرية في مقاطعة ميانة، إيران. عدد سكان هذه القرية هو 96 في سنة 2006.